# 华远东街
华远东街，是位于北京市西城区中部的一条道路。

## 简介
华远东街为南北走向，北到大木仓胡同，南到民丰胡同。全长160米，平均宽15米。2000年代新建。
大木仓南巷拆除，并入华远东街。大木仓南巷东起大木仓胡同的南北走向段，向西再北折，又到大木仓胡同。大木仓南巷拆除后，南北走向段并入华远东街，东西走向段旧址建起大悦城写字楼。
1993年8月，北京市西单地区的4条规划道路分别命名为华远街、华远北街、华远东街、华远西街，这4条道路皆因华远地产而得名。